# Altera
Altera Corporation (NASDAQ: ALTR) es un fabricante líder de dispositivos lógicos programables. Es uno de los valores que integran los índices bursátiles NASDAQ-100 y S&P 500.
Altera es uno de los pioneros de la lógica programable, siguiendo líderes notables anteriores como Signetics y MMI en la introducción de PLDs. Altera desarrolla algunas características que están orientadas hacia capacidad de sistemas en chips programables (SOPC). Algunos de los ejemplos más recientes incluyen memoria embebida, procesadores embebidos, y transceptores de alta velocidad.  El éxito en lanzamientos de productos de 130nm y 90nm son buenos casos de estudio. Los procesadores soft-core Nios II y Nios de Altera y los dispositivos HardCopy II y HardCopy están extendiendo el alcance de Altera en el mercado, y coloca a esta empresa en el mundo de los procesadores embebidos y ASICs estructuradas respectivamente.  Entre sus principales competidores están: Xilinx, Lattice Semiconductor, Actel, Quicklogic y Atmel.
Altera e Intel anunciaron el 1 de junio de 2015 que llegaron a un acuerdo para que  Intel adquiera Altera en una transacción en efectivo valuada aproximadamente en   U$$16.700 millones pagando US$ 54 por acción.
Altera ofrece también el software Quartus II, dirigido al diseño y simulación de circuitos lógicos. Aunque su software soporta extensivamente VHDL y Verilog como principales lenguajes, Altera es el desarrollador de lenguaje de descripción de hardware conocido como AHDL.

## Familias de dispositivos

### CPLDs
- MAX 3000A: EPM3032A, EPM3064A, EPM3128A, EPM3256A, EPM3512A
- MAX 7000: EPM7032B, EPM7064B, EPM7128B, EPM7256B, EPM7512B
- MAX II: EPM240, EPM570, EPM1270, EPM2210

### FPGAs de alto rendimiento
- Stratix: anunciado el 11 de febrero de 2002
- Stratix GX: anunciado el 24 de noviembre de 2002
- Stratix II: anunciado el 2 de febrero de 2004
- Stratix II GX: anunciado el 24 de octubre de 2005
- Stratix III: anunciado el 8 de noviembre de 2006

### FPGAs de bajo coste
- Cyclone: anunciado el 23 de septiembre de 2002
- Cyclone II: anunciado el 28 de junio de 2004
- Cyclone III: anunciado el 19 de marzo de 2007
- Arria GX: anunciado el 8 de mayo de 2007

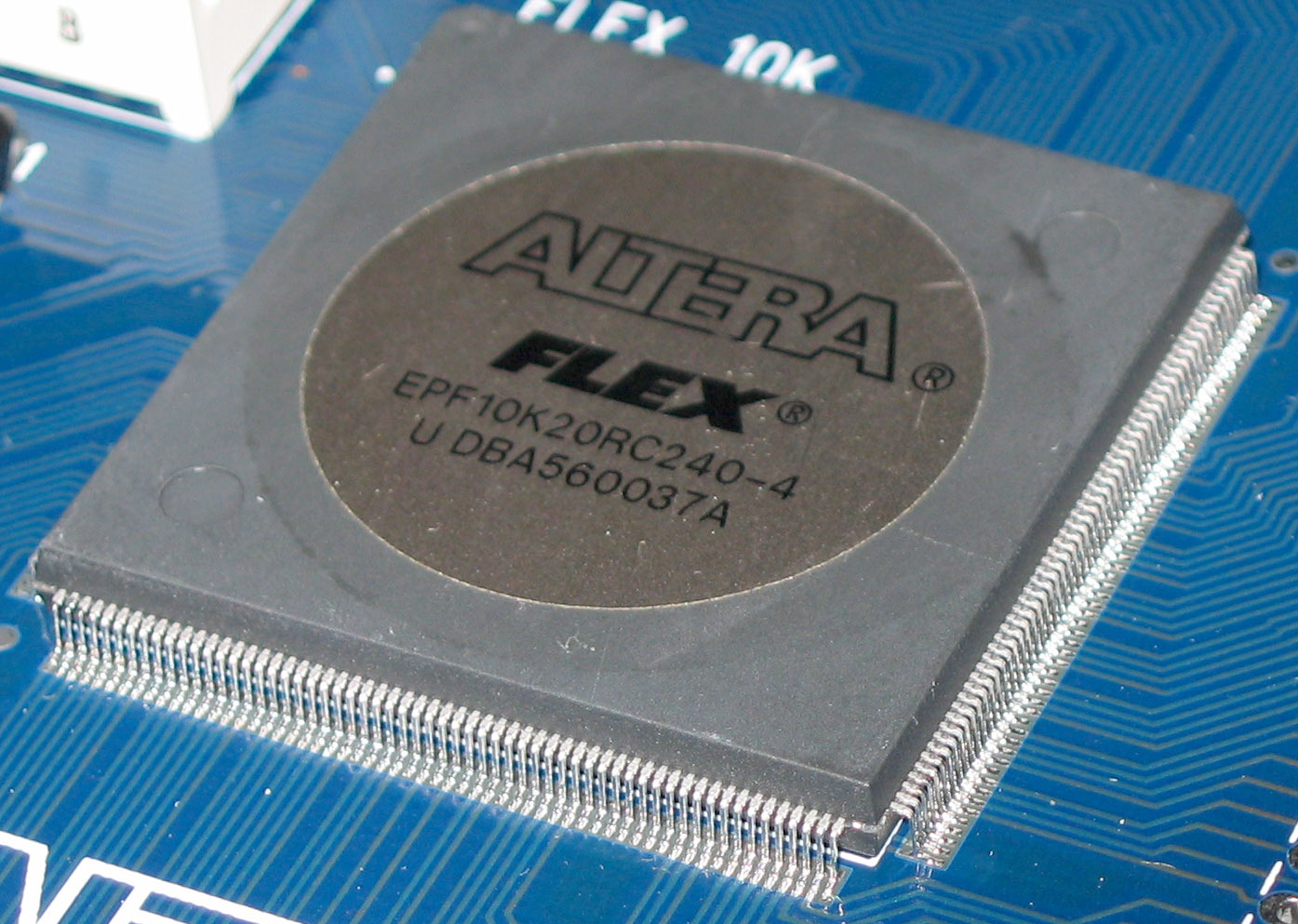
Un 'Flex EPF10K20' FPGA (un producto de Altera).

### ASICs estructuradas
- HardCopy Stratix: anunciado el 4 de febrero de 2002
- HardCopy II: anunciado el 24 de enero de 2005

## Productos software de diseño
- Quartus II
- Quartus II Edición Web
- SOPC Builder
- DSP Builder
- MAX+PLUS II
- MAX+PLUS II BASELINE

## Competencia
- Los mayores competidores de Altera son Xilinx y Lattice Semiconductor.
- Otros notables competidores en el campo de las FPGAs son Actel y QuickLogic.

Mientras los CPLDs y las FPGAs clásicas eran estrictamente dispositivos lógicos, con sus nuevos dispositivos los fabricantes de FPGAs se acercan más y más a aplicaciones de procesamiento digital de señales. Esta tendencia también la tiene el nivel de diseño de sistemas electrónicos. No es realmente nuevo, pero está ganando impulso, no solo en el marketing y en la producción de los últimos 10 años, sino también en el uso normal de la industria. Con la gran cantidad de puertas de los dispositivos y las arquitecturas de sistemas en un chip, y las herramientas de síntesis de alto nivel combinadas con la reutilización, uno puede implementar sistemas complejos completamente en una única  FPGA en lugar de utilizar una gran PCBs con varios chips y buses. Por lo tanto, compañías como Altera y Xilinx pueden llegar a competir más y más con compañías como Texas Instruments o Analog Devices.